# Église Santa Maria dei Miracoli (Naples)
Pour les articles homonymes, voir Église Santa Maria dei Miracoli et Église Santa Maria dei Miracoli (Rome).
L'église Santa Maria dei Miracoli (Sainte-Marie-des-Miracles) est une église de Naples située dans le largo dei Miracoli (littéralement: quartier des Miracles, en hommage à cette église), à peu de distance de la via Foria (it), dans un quartier populaire de la cité parthénopéenne et de son cœur historique inscrit au patrimoine mondial de l'UNESCO. Elle dépend de l'archidiocèse de Naples.

## Histoire
L'église est bâtie au XVIIe siècle à la limite nord des remparts antiques de la ville pour desservir un couvent construit en même temps et appartenant aux conventuels réformés de Saint Laurent (Padri riformati conventuali di San Lorenzo). L'ensemble passe en 1660 sous la juridiction de la noble association caritative du Pio Monte della Misericordia qui le prend en charge à la suite de la suppression de cet ordre religieux qui reçoit ensuite du royaume une importante indemnité. Cette grosse somme permet la fondation d'un couvent de religieuses adoptant la règle de saint François.
Un programme de réaménagement est mis en chantier par Francesco Antonio Picchiatti de 1662 à 1665, avec la collaboration de Cosimo Fanzago et de Domenico Tango, pour l'église et son couvent auquel on ajoute un cloître avec une installation hydraulique de Dionisio Lazzari.
Après la fin des Bourbons en 1808, le couvent a été nationalisé et est devenu un orphelinat militaire. En 1813, selon la volonté de Caroline Bonaparte, c'est devenu une école de filles. C'est toujours une école publique aujourd'hui.

## Description

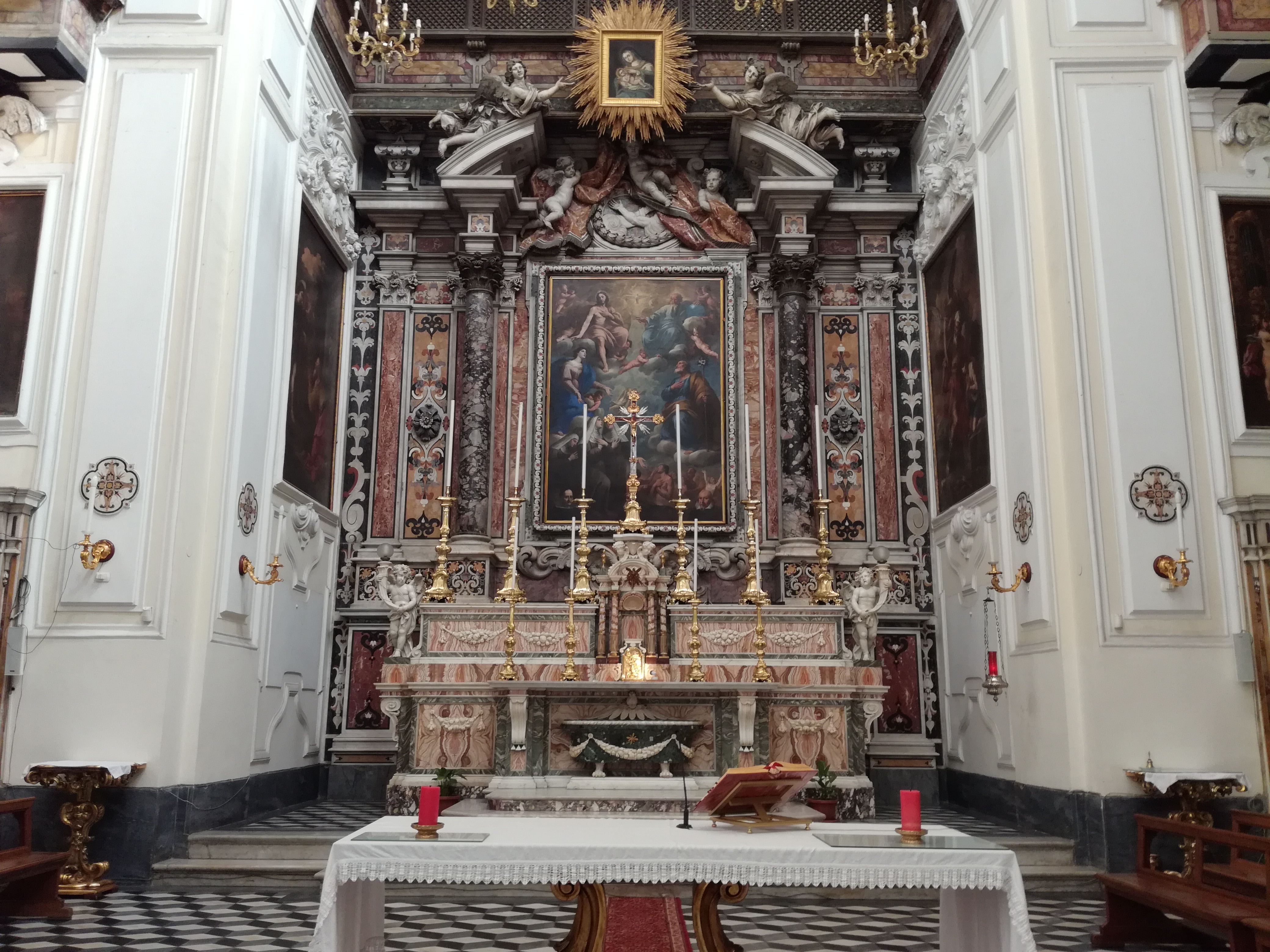
Intérieur de l'église.

La façade a été refaite en 1790 par Camillo Leonti.
L'église s'inscrit dans un plan à croix latine avec une nef unique et des chapelles latérales. L'abside et le transept sont de forme rectangulaire. La décoration intérieure est caractérisée par de beaux marbres polychromes; les sculptures et le pavement sont l'œuvre de Vinaccia. L'église compte plusieurs toiles remarquables de Malinconico.

## Cloître
Le cloître est un monument préservé, sous le nom de chiostro dei Miracoli (it).